# Matriu densitat
La matriu densitat, o operador densitat és una entitat matemàtica introduïda per John von Neumann. Permet resumir en una sola matriu tot el conjunt possible dels estats quàntics d'un sistema físic donat a un instant donat, combinant així la mecànica quàntica i la física estadística.

## Definició
El concepte de matriu densitat generalitza el de vector d'estat a sistemes barreja. Donat un vector d'estat que pertany a un espai de Hilbert {\displaystyle H}, considerem el conjunt d'aplicacions lineals {\displaystyle L(H)} que hi actuen. Si {\displaystyle \{|i\rangle \}_{i=1}^{d}\in \mathbb {C} ^{d}} és una base ortonormal de {\displaystyle H} i {\displaystyle M\in L(H)}, podem expressar {\displaystyle M} com a una matriu amb elements {\displaystyle M_{ij}=\langle i|M|j\rangle }.
A més, si considerem només les aplicacions lineals que projecten estats vàlids sobre estats vàlids, trobem que un operador {\displaystyle \rho \in L(H)} ha de complir les següents propietats:
1. Ha de ser hermític: {\displaystyle \rho =\rho ^{\dagger }}.
2. Ha de ser semidefinit positiu: {\displaystyle \rho \geq 0}.
3. Ha de tenir traça unitària: {\displaystyle Tr(\rho )=1}

El conjunt {\displaystyle D(H)\subset L(H)} que compleix aquestes propietats és el conjunt d'operadors densitat.

### Estat pur
L'estat és pur si es pot descriure amb un sol vector en l'espai de Hilbert {\displaystyle |\psi \rangle \in H}.
En aquest cas, l'operador densitat és simplement l'operador de projecció de {\displaystyle L(H)} sobre l'espai generat per {\displaystyle |\psi \rangle }, amb rang 1:
{\displaystyle \rho =|\psi \rangle \langle \psi |}

### Estat mixt
Un estat és mixt quan no es correspon amb un únic vector d'estat. Sempre, però, es pot expressar com a una suma ponderada d'estats:
{\displaystyle \rho =\sum _{i}p_{i}|\psi _{i}\rangle \langle \psi _{i}|\neq |\psi \rangle \langle \psi |}
Cal remarcar que els {\displaystyle |\psi _{i}\rangle } poden estar expressats en qualsevol base, de manera que {\displaystyle \rho } en general no és diagonal.

### Classificació
Si considerem un estat general {\displaystyle \rho =\sum _{i,j}\rho _{ij}|i\rangle \langle j|}, emprant les propietats de l'operador densitat podem determinar que es pot diagonalitzar de manera que {\displaystyle \rho =\sum _{i}\lambda _{i}|u_{i}\rangle \langle u_{i}|}, on {\displaystyle \{\lambda _{i}\}} i {\displaystyle \{u_{i}\}} són respectivament els autovalors i els autovectors de {\displaystyle \rho }. A més, {\displaystyle \lambda _{i}\geq 0} i {\displaystyle \sum _{i}\lambda _{i}=1}, de manera que els valors propis es poden interpretar com a probabilitats. {\displaystyle \rho } és una col·lectivitat d'estats descrits per {\displaystyle \{u_{i}\}} on obtenim cadascun amb probabilitat {\displaystyle \lambda _{i}}.
D'això en podem concloure que els estats purs corresponen a un cas concret d'estats mixts, pels quals un dels {\displaystyle \lambda _{i}} pren valor unitat i la resta són zero.
Pel contrari, un estat serà mixt si més d'un {\displaystyle \lambda _{i}} és diferent a zero.
En termes del rang de {\displaystyle \rho }, l'estat és pur si {\displaystyle {\text{rang}}(\rho )=1} i mixt en la resta de casos.

## Convexitat
El conjunt de matrius densitat {\displaystyle D(H)} és convex: {\displaystyle \rho _{1},\rho _{2}\in D(H)\implies (1-p)\rho _{1}+p\rho _{2}\in D(H)\quad \forall p\in [0,1]}.
El conjunt d'estats purs correspon als vèrtexs de {\displaystyle D(H)}, ja que per definició els estats purs no es poden expressar com a combinació convexa de dos altres estats.

## Evolució amb el temps
L'evolució temporal del vector d'estat vé donada per l'equació de Schrödinger depenent del temps:
{\displaystyle {\hat {H}}\left|\Psi (t)\right\rangle =i\hbar {d \over dt}\left|\Psi (t)\right\rangle }
També es pot expressar en termes de la matriu densitat, obtenint llavors l'equació de Liouville-Von Neumann:
{\displaystyle [{\hat {H}},{\hat {\rho }}]=i\hbar {d \over dt}{\hat {\rho }}}

## Quantificació del nivell de barreja
La puresa d'un estat {\displaystyle \rho } es defineix com a:
{\displaystyle {\text{puresa}}(\rho )={\text{tr}}(\rho ^{2})=\sum _{i}\lambda _{i}^{2}}
Amb {\displaystyle \lambda _{i}} els autovalors de {\displaystyle \rho }. Per a un estat pur, la puresa és 1, i per a un estat mixt, {\displaystyle 1/d\leq {\text{puresa}}(\rho )\leq 1}, on {\displaystyle d} és la dimensió de l'espai de Hilbert.
Similarment, es pot definir l'entropia de von Neumann:
{\displaystyle S=-{\text{Tr}}(\rho \log _{2}(\rho ))=-\sum _{i}\lambda _{i}\log _{2}(\lambda _{i})}
L'entropia d'un estat pur és nul·la, car no hi ha cap incertesa sobre l'estat del sistema. Es pot demostrar que, per a un estat mixt, {\displaystyle 0\leq S(\rho )\leq \log _{2}(d)}.
La màxima puresa i mínima entropia corresponen als estats purs, mentre que la mínima puresa i màxima entropia s'assoleixen amb l'estat {\displaystyle \rho =\mathbb {I} /d}, amb {\displaystyle \mathbb {I} } la matriu identitat. Aquest darrer estat s'anomena estat màximament barrejat.